# Sayed Khel (huyện)
Sayd Khel là một huyện thuộc tỉnh Parvan, Afghanistan. Dân số thời điểm năm 1999 là -43,6 người.